# Pozorište Habima
Pozorište Habima (хебр. תיאטרון הבימה Te'atron HaBima) je nacionalno pozorište Izraela i jedno je od prvih pozorišta na hebrejskom jeziku. Nalazi se na Trgu Habima, u centru Tel Aviva.

## Istorija
Pozorište Habim je osnova Nahum Zemač 1912. godine u Bjalistoku, u Grodno guberniji Ruske Imperije. Jedan od osnivača i prvih glumaca bio je Menahem Gnesin. S obzirom da su dela izvođena na hebrejskom jeziku i da je tematika uglavnom bila životi Jevreja, pozorište je često bilo na udaru Carske vlade. Od 1918. godine počinje da radi kao deo Moskovskog umetničkog pozorišta, što neki smatraju kao istinski početka postojanje Pozorišta Habim. Pozorište se našlo u teškom položaju nakon revolucije u Rusiji a potom i tokom sovjetske vladavine. Ruski pozorišni glumac Konstantin Sergejevič Stanislavski uspeo je da izdejstvuje da sa jevrejskim glumcima radi Evgenije Vahtanovg. Narodni komesar za nacionalna pitanja Josif Staljin je odobrio rad pozorišta ali njegovo postojanje pokušali su da ospore jevrejski odredi u Komunističkoj partiji, karakterišući pozorište kao kontrarevolucionarnim.

## Međunarodna turneja
Pozorišna trupa je napustila Sovjetski Savez i krenulo na međunarodnu turneju 1926. godine. Za samo godinu dana posetili su mnoge zemlje, uključujući Letoniju, Litvaniju, Poljsku, Francusku, Nemačku, Holandiju i Sjedinjene Američke Države. Njihove izvedbe su dobile dobre kritike i bile su dobro prihvaćene kod publike. Međutim, naredne godine glumci su počeli da napuštaju trupu i pozorište se raspalo. Zemač i još nekoliko glumaca odlučilo je da, nakon nastupa u SAD, ostanu u Americi i tamo započnu svoje živote.

## Poseta Lođu
Neposredno pre početka Prvog svetskog rata, Pozorište Habima je posetilo Lođ. Tokom te posete, došlo je do saradnje sa umetnikom i fotografom Mendelom Grosmenom. On je napravio seriju fotografija glumaca na pozornici. Ova saradnja će kasnije umnogome uticati na Mendelov život i rad.

## Selidba u Palestinu
Godine 1928, pozorište je preseljeno u Britanskom Palestinom. U sezoni 1928-29, premijerno su izvedene dve predstave, pod režijom Alekseja Dikija iz Moskovskog umetničkog pozorišta. Prva pozorišna produkcija bila je Ha-ostar (Blago), adaptacija dela Dej Ojtser pisca Šolema Alehema napisanog na jidiš jeziku. Predstava je premijerno prikazana 29. decembra 1928. godine. Druga produkcija, predstava Davidova kruna, premijeru je imala u Tel Avivu, 23. maja 1929. godine.
Godine 1930. pozorišna trupa je posetila Berlin gde je izvela svoju adaptaciju Šekspirovih Dvanaest noći, pod režijom Mihaela Čehova. Po povratku iz Nemačke, pozorište se trajno nastanilo u Palestini. Nakon završetka Drugog svetskog rata, 1945. godine, Pozorište Habima dobilo je svoju pozornicu u Tel Avivu.
U februaru 1938. su gostovali u Beogradu.

## Nacionalno pozorište Izraela
Godine 1958, pozorište je dobilo Izraelsku nagradu, što je bilo prvi put da ovu nagradu dobije neka institucija. Ta godina se smatra za prekretnicom u radu pozorišta i zvanično se smatra da je tada pozorište postalo nacionalno pozorište Izraela. U XXI veku, pozorište je bilo dom oko 80 glumaca i 120 ostalih članova.

## Restauracija
Polovinom 2007. godine pozorište je zatvoreno zbog adaptacije i rekonstrukcije. Radovi su trajali četiri i po godine i ponovno otvaranje je usledilo januara 2012. Arhitekta Ram Karmi radio je na redizajnu istorijske zgrade. U rekonstrukciju je uloženo više od 100 miliona novih izraelskih šekala. Nakon adaptacije, zgrada je dobila dodatnih 500 kvadratnih metara prostora i tri nove sale za probe. Četiri glavna auditorijuma su kompletno rekonstruisana i tematski obojena u različite boje. Sala Rovina (plave boje) ima kapacitet 930 mesta, Meskin (boje lavande) ima kapacitet 320 mesta, Bertonov (zelene boje) ima 220 mesta i sala Habima 4 je obložena drvenom oblogom i ima kapacitet 170 sedećih mesta.

## Literatura
- Levy, Emanuel. The Habima, 1917-1977: A Study of Cultural Nationalism. Columbia University Press, 1979.
- Ben-Ari, R. (1957). Habima. (A. H. Gross & I. Soref Trans). New York - London: Thomas Yoseloff.
- Владислав ИВАНОВ, Русские сезоны театра «Габима». Москва: Артист. Режиссер. Театр, 1999.
- Ouriel Zohar, « Comparaison du Théâtre ‘Bimate Ha'Kibbutz’ et du Théâtre national israélien ‘Habima’ et du théâtre ‘Habima’ avec la Comédie-Française », in Théâtres du Monde Revue Interdisciplinaire de l'Université d'Avignon,Institut de Recherches Internationales sur les Arts du Spectacle, Faculté des lettres et des sciences humaines, No.6, p. 203-210, 1996.

## Spoljašnje veze
- Official site
- The tale of habima

32° 4′ 21.68″ N 34° 46′ 44.27″ E / 32.0726889° С; 34.7789639° И